# هيئة الشارقة للاستثمار والتطوير
هيئة الشارقة للاستثمار والتطوير (المعروفة أيضًا باسم شروق)، هي مؤسسة في إمارة الشارقة تتولى مسؤولية تطوير إمارة الشارقة وجعلها وجهة للاستثمار والسياحة والأعمال.

## تاريخ
تأسست "شروق" بموجب مرسوم أميري في عام 2009. وفي العقد الأول من عملياتها، بدأت "شروق" ببناء محفظة من المشاريع المنجزة والجارية بقيمة 2 مليار دولار وبمساحة إجمالية تبلغ 11.74 مليون متر مربع. تشمل مشاريعها الرئيسية جزيرة النور، وجزيرة العلم، والقصباء، وواجهة المجاز المائية، وحديقة المنتزه الترفيهية، ومركز مليحة الأثري، وقلب الشارقة (بما في ذلك فندق البيت بقيمة 27 مليون دولار)، ومشروع جولة بالحافلة لمشاهدة معالم المدينة. وتشمل المشاريع الفندقية الأخرى مشروعي نزل البداير ونزل الفاية (المعروف سابقًا باسم نزل الصخور الأحفورية). تدار جميع مشاريع النزل الفاخرة الثلاثة التابعة لشروق (الثالث هو نزل الرفراف في كلباء) من قبل فنادق مانتيس، وهو مشروع مشترك بين شروق ومانتيس للضيافة.

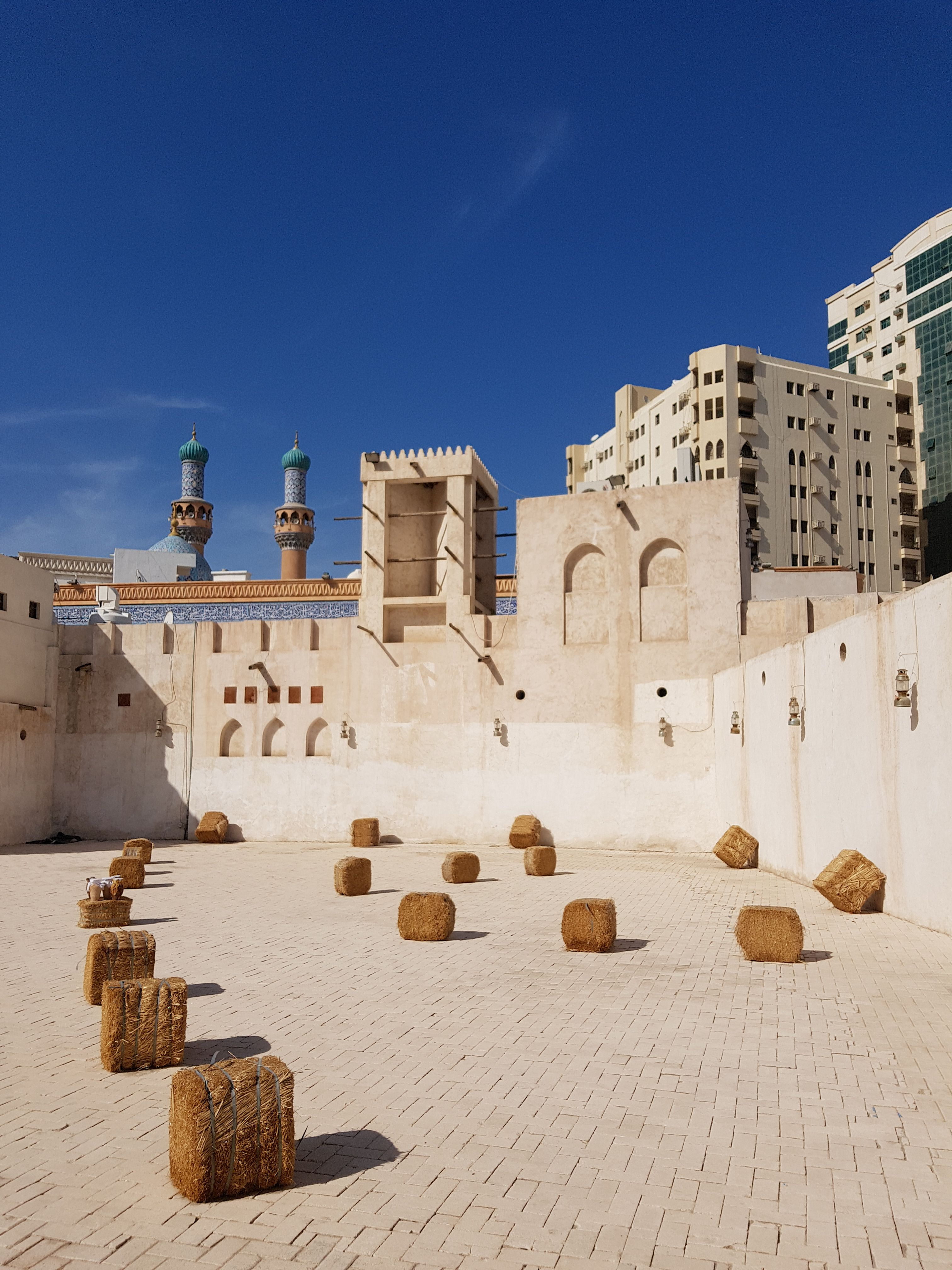
مشروع ترميم قلب الشارقة

أعلنت شروق في عام 2014 عن مشروع فندقي وترفيهي بقيمة 137 مليون دولار في جزيرة صير بو نعير على بعد 65 كيلومترًا من شاطئ الخليج العربي. يتكون المشروع من فندق من 60 غرفة ومتحف وقرية سكنية ومدرج ومركز تعليمي ومسجد وميناء ومنافذ بيع بالتجزئة ومطار، كان من المقرر افتتاح المشروع في عام 2017، لكنه لا يزال قيد التنفيذ.
وفي مايو 2018، تمت ترقية الرئيس التنفيذي لشروق مروان بن جاسم السركال إلى منصب رئيس مجلس الإدارة التنفيذي للمجموعة. في سبتمبر 2018، تعاونت شروق مع إنجازات لإطلاق مركز الشارقة لخدمات المستثمرين، وهو "مركز متكامل" للمستثمرين.
في يناير 2018، وقعت شروق صفقة مع شركة إيجل هيلز العقارية لتطوير مشروع ضيافة فاخر في المنطقة بقيمة 2.7 مليار درهم. وفي يوليو 2018، وقعت شروق اتفاقية مع شركة بيسيكس لتشغيل وتوسيع قدرة محطة معالجة مياه الصرف الصحي في منطقة الصجعة بالشارقة.
في سبتمبر 2021 وقعت الشركة على مبادئ الأمم المتحدة لتمكين المرأة، وهي مبادرة لدعم المرأة في مكان العمل أنشأها الاتفاق العالمي للأمم المتحدة وهيئة الأمم المتحدة للمرأة.
في 2024 أعلنت شروق عن مشروع " أجوان " في مدينة خورفكان الذي يتألف من 185 وحدة سكنية و حديقة مائية في المرحلة الأولى فيما تشمل المرحلة الثانية إنشاء فندق وستنطلق  الأعمال الإنشائية للمشروع  نهاية العام 2024 على أن يتم تسليمه بالكامل مع بداية عام 2027 
وفي 2024 أطلقت  "شروق" أول رخصة تجارية في العالم عبر تقنية الذكاء الاصطناعي، بالتعاون مع مدينة الشارقة للنشر، وشركة مايكروسوفت